# Llista de monuments de Bàscara
Llista de monuments de Bàscara inclosos en l'Inventari del Patrimoni Arquitectònic Català per al municipi de Bàscara (Alt Empordà). Inclou els inscrits en el Registre de Béns Culturals d'Interès Nacional (BCIN) amb la classificació de monuments històrics i els Béns Culturals d'Interès Local (BCIL) de caràcter arquitectònic.
| Monument                                                    | Protecció   | Estil/època                               | Localització                                                                         | Coordenades                                          | Codi?         | Imatge |
| ----------------------------------------------------------- | ----------- | ----------------------------------------- | ------------------------------------------------------------------------------------ | ---------------------------------------------------- | ------------- | --- |
| Castell de Bàscara, Castell episcopal                       | BCIN 516-MH | Obra popular XIII-XV, XVII                | Bàscara Dins del nucli urbà de la població, extrem nord-oest                         | 42° 09′ 36″ N, 2° 54′ 33″ E / 42.159966°N,2.909072°E | RI-51-0005798 | Castell de Bàscara (Bàscara) · Vegeu més fotos d'aquest monument · Carregueu una nova foto d'aquest monument                           |
| Muralles de Bàscara                                         | BCIN 517-MH | Obra popular XIII, XIV, XVIII             | Bàscara Al voltant del nucli històric de la vila, sector nord                        | 42° 09′ 39″ N, 2° 54′ 36″ E / 42.160859°N,2.910011°E | RI-51-0005797 | Muralles de Bàscara · Vegeu més fotos d'aquest monument · Carregueu una nova foto d'aquest monument                                    |
| Castell de Calabuig                                         | BCIN 518-MH | Obra popular XII-XIV                      | Bàscara Mur de migdia de l'església parroquial de Sant Feliu, Calabuig               | 42° 09′ 07″ N, 2° 55′ 30″ E / 42.151995°N,2.925126°E | IPA-597       | Castell de Calabuig (Bàscara) · Vegeu més fotos d'aquest monument · Carregueu una nova foto d'aquest monument                          |
| Castell d'Orriols                                           | BCIN 519-MH | Renaixement, obra popular XVI-XVII, XVIII | Bàscara C. del Castell, 2, Orriols                                                   | 42° 07′ 30″ N, 2° 54′ 25″ E / 42.124964°N,2.90694°E  | RI-51-0005800 | Castell d'Orriols (Bàscara) · Vegeu més fotos d'aquest monument · Carregueu una nova foto d'aquest monument                            |
| Església de Sant Iscle i Santa Victòria                     |             | Romànic, gòtic tardà XIII, XVIII          | Bàscara Pl. de l'Església, 5                                                         | 42° 09′ 38″ N, 2° 54′ 36″ E / 42.160606°N,2.910114°E | IPA-17886     | Església de Sant Iscle i Santa Victòria (Bàscara) · Vegeu més fotos d'aquest monument · Carregueu una nova foto d'aquest monument      |
| Can Gustà                                                   |             | Obra popular XIX                          | Bàscara C. Girona, 24                                                                | 42° 09′ 28″ N, 2° 54′ 38″ E / 42.157783°N,2.910560°E | IPA-17888     | Can Gustà (Bàscara) · Vegeu més fotos d'aquest monument · Carregueu una nova foto d'aquest monument                                    |
| Església de Sant Genís                                      |             | Romànic, Obra popular XII, XVII, XIX      | Bàscara Pl. de l'Església, 4, Orriols                                                | 42° 07′ 28″ N, 2° 54′ 25″ E / 42.124411°N,2.906905°E | IPA-17891     | Església de Sant Genís (Bàscara) · Vegeu més fotos d'aquest monument · Carregueu una nova foto d'aquest monument                       |
| Casa al carrer Ponent, 3                                    |             | Gòtic tardà, obra popular XVI, XVII       | Bàscara C. Ponent, 3, Orriols                                                        | 42° 07′ 29″ N, 2° 54′ 23″ E / 42.124618°N,2.906420°E | IPA-17892     | Carregueu una nova foto d'aquest monument                                                                                              |
| Església parroquial de Sant Feliu                           |             | Obra popular XIV, XVI, XVIII              | Bàscara C. de l'Església, 3, Calabuig                                                | 42° 09′ 07″ N, 2° 55′ 28″ E / 42.151970°N,2.924563°E | IPA-17893     | Església parroquial de Sant Feliu (Bàscara) · Vegeu més fotos d'aquest monument · Carregueu una nova foto d'aquest monument            |
| Rectoria de Bàscara                                         |             | Obra popular XIX Final                    | Bàscara Pl. de l'Església, 3                                                         | 42° 09′ 38″ N, 2° 54′ 35″ E / 42.160583°N,2.909660°E | IPA-38341     | Rectoria de Bàscara · Vegeu més fotos d'aquest monument · Carregueu una nova foto d'aquest monument                                    |
| Mas Rei, Casa Can Xicola                                    |             | Obra popular XVI, XVII                    | Bàscara Ctra. de Sant Miquel de Terrades, 2, Calabuig                                | 42° 08′ 24″ N, 2° 55′ 20″ E / 42.139952°N,2.922317°E | IPA-38342     | Mas Rei (Bàscara) · Modifica el valor a Wikidata · Carregueu una nova foto d'aquest monument                                           |
| Escoles municipals, Col·legi Públic Joan Reglà              |             | Obra popular XX Inici                     | Bàscara Av. Alt Empordà, 26                                                          | 42° 09′ 26″ N, 2° 54′ 34″ E / 42.157183°N,2.909347°E | IPA-38343     | Escoles municipals (Bàscara) · Vegeu més fotos d'aquest monument · Carregueu una nova foto d'aquest monument                           |
| Cal Gat, Casa Xargay, Casa Cella, Can Sella                 |             | Obra popular XIX, XVIII Final             | Bàscara Pl. de l'Església, 1                                                         | 42° 09′ 36″ N, 2° 54′ 36″ E / 42.160039°N,2.909897°E | IPA-38763     | Cal Gat (Bàscara) · Vegeu més fotos d'aquest monument · Carregueu una nova foto d'aquest monument                                      |
| Casa al carrer Parets i Joan Reglà                          |             | Obra popular XIX                          | Bàscara C. Sant Sebastià, 1 - c. Parets, 16                                          | 42° 09′ 35″ N, 2° 54′ 33″ E / 42.159678°N,2.909153°E | IPA-38764     | Casa al carrer Sant Sebastià, 1 (Bàscara) · Vegeu més fotos d'aquest monument · Carregueu una nova foto d'aquest monument              |
| Casa al carrer Ponent, 1                                    |             | Obra popular XVI, XVII                    | Bàscara C. Ponent, 1, Orriols                                                        | 42° 07′ 28″ N, 2° 54′ 23″ E / 42.124492°N,2.906415°E | IPA-38765     | Carregueu una nova foto d'aquest monument                                                                                              |
| Can Vidalic, antic hostal de Bàscara, Restaurant Can Carles |             | Gòtic tardà, obra popular XV, XX          | Bàscara Pl. Major, 1 - pl. del Pessebre, 2                                           | 42° 09′ 34″ N, 2° 54′ 38″ E / 42.159517°N,2.910661°E | IPA-38766     | Can Vidalic (Bàscara) · Vegeu més fotos d'aquest monument · Carregueu una nova foto d'aquest monument                                  |
| Casa al carrer Major, 12                                    |             | Eclecticisme, obra popular XIX Final      | Bàscara C. Major, 12                                                                 | 42° 09′ 37″ N, 2° 54′ 37″ E / 42.160341°N,2.910405°E | IPA-38767     | Casa al carrer Major, 12 (Bàscara) · Vegeu més fotos d'aquest monument · Carregueu una nova foto d'aquest monument                     |
| Casa i portal de Calabuig                                   |             | Obra popular XVI, XVII                    | Bàscara C. de la Mosca, 3 - c. de l'Oli, 7, Calabuig                                 | 42° 09′ 08″ N, 2° 55′ 32″ E / 42.152116°N,2.925680°E | IPA-38780     | Casa i portals de Calabuig (Bàscara) · Vegeu més fotos d'aquest monument · Carregueu una nova foto d'aquest monument                   |
| Can Costal                                                  |             | Obra popular XVIII                        | Bàscara A tocar el veïnat de les Roques, pel camí del Molí des de la GI-622          | 42° 08′ 53″ N, 2° 56′ 01″ E / 42.148053°N,2.933590°E | IPA-38817     | Can Costal (Bàscara) · Vegeu més fotos d'aquest monument · Carregueu una nova foto d'aquest monument                                   |
| Molí vell de Calabuig                                       |             | Obra popular XVIII                        | Bàscara Al nord del veïnat de Calabuig pel camí del Molí, des de GI-622              | 42° 09′ 41″ N, 2° 55′ 45″ E / 42.161317°N,2.929101°E | IPA-38818     | Carregueu una nova foto d'aquest monument                                                                                              |
| Central Hidroelèctrica                                      |             | Obra popular XIX Final                    | Bàscara Al nord del veïnat de Calabuig pel camí del Molí, des de GI-622              | 42° 09′ 39″ N, 2° 55′ 47″ E / 42.160769°N,2.929855°E | IPA-38819     | Carregueu una nova foto d'aquest monument                                                                                              |
| Mas d'Espolla                                               |             | Obra popular XVI, XX                      | Bàscara Al costat de Sant Miquel de Terrades, Calabuig                               | 42° 08′ 38″ N, 2° 54′ 49″ E / 42.144006°N,2.913699°E | IPA-38820     | Carregueu una nova foto d'aquest monument                                                                                              |
| Cementiri                                                   |             | Obra popular XX Mitjan                    | Bàscara Marge dret de la carretera GI-622 en direcció Calabuig                       | 42° 09′ 25″ N, 2° 55′ 13″ E / 42.157074°N,2.920251°E | IPA-38821     | Carregueu una nova foto d'aquest monument                                                                                              |
| Casa al carrer de l'Església, 1                             |             | Obra popular XVIII Final                  | Bàscara C. de l'Església, 1, Orriols                                                 | 42° 07′ 28″ N, 2° 54′ 24″ E / 42.124470°N,2.906584°E | IPA-38822     | Carregueu una nova foto d'aquest monument                                                                                              |
| Can Vila                                                    |             | Obra popular XVI, XVIII                   | Bàscara Pl. de l'Església - trav. de l'Església                                      | 42° 09′ 37″ N, 2° 54′ 36″ E / 42.160386°N,2.910054°E | IPA-38823     | Can Vila (Bàscara) · Vegeu més fotos d'aquest monument · Carregueu una nova foto d'aquest monument                                     |
| Molí nou de Calabuig i capella, Mas Gusí                    |             | Obra popular XVII, XIX Final              | Bàscara Al nord del nucli de Calabuig                                                | 42° 09′ 38″ N, 2° 55′ 44″ E / 42.160529°N,2.928941°E | IPA-38824     | Molí nou de Calabuig i capella (Bàscara) · Vegeu més fotos d'aquest monument · Carregueu una nova foto d'aquest monument               |
| Mas Soler, mas Isern, mas Granollés, mas Milans             |             | Obra popular XVI                          | Bàscara Camí de Sant Nicolau, direcció Sant Miquel de Terrades                       | 42° 08′ 20″ N, 2° 55′ 35″ E / 42.138782°N,2.926354°E | IPA-38825     | Carregueu una nova foto d'aquest monument                                                                                              |
| Capella del Mas Soler                                       |             | Obra popular                              | Bàscara Camí de Sant Nicolau, propera al veïnat de Sant Miquel de Terrades, Calabuig | 42° 08′ 21″ N, 2° 55′ 34″ E / 42.139272°N,2.926239°E | IPA-38826     | Capella del Mas Soler (Bàscara) · Vegeu més fotos d'aquest monument · Carregueu una nova foto d'aquest monument                        |
| Casa al carrer Gispert, 12                                  |             | Obra popular XVIII Final                  | Bàscara C. Gispert, 12 - c. Parets, 4                                                | 42° 09′ 35″ N, 2° 54′ 36″ E / 42.159602°N,2.909971°E | IPA-38827     | Casa al carrer Gispert, 12 (Bàscara) · Vegeu més fotos d'aquest monument · Carregueu una nova foto d'aquest monument                   |
| Pou de les Aigües                                           |             | Obra popular XIX-XX                       | Bàscara Al bell mig del nucli urbà                                                   | 42° 09′ 30″ N, 2° 54′ 33″ E / 42.158449°N,2.909264°E | IPA-38828     | Pou de les Aigües (Bàscara) · Vegeu més fotos d'aquest monument · Carregueu una nova foto d'aquest monument                            |
| Casa Volta, Can Batlle, mas Calabuig                        |             | Obra popular XV, XVII                     | Bàscara C. Major, 2, Calabuig                                                        | 42° 09′ 08″ N, 2° 55′ 33″ E / 42.152086°N,2.925713°E | IPA-38829     | Carregueu una nova foto d'aquest monument                                                                                              |
| Cal Notari, Can Llorens                                     |             | Obra popular XII, XVII                    | Bàscara C. del Mar, 3                                                                | 42° 09′ 37″ N, 2° 54′ 40″ E / 42.160238°N,2.910999°E | IPA-38830     | Cal Notari (Bàscara) · Vegeu més fotos d'aquest monument · Carregueu una nova foto d'aquest monument                                   |
| Can Malloles, antiga casa del Marqués de la Quadra          |             | Obra popular XVI                          | Bàscara Pl. Major, 5                                                                 | 42° 09′ 36″ N, 2° 54′ 37″ E / 42.159904°N,2.910388°E | IPA-38831     | Can Malloles (Bàscara) · Vegeu més fotos d'aquest monument · Carregueu una nova foto d'aquest monument                                 |
| Casal Ferrer, Ajuntament, Cal Viader                        |             | Obra popular XVI                          | Bàscara Pl. Major, 2                                                                 | 42° 09′ 36″ N, 2° 54′ 38″ E / 42.159881°N,2.910436°E | IPA-38832     | Casal Ferrer (Bàscara) · Vegeu més fotos d'aquest monument · Carregueu una nova foto d'aquest monument                                 |
| Casa a l'avinguda Alt Empordà, 1                            |             | Obra popular XX Mitjan                    | Bàscara Av. Alt Empordà, 1                                                           | 42° 09′ 26″ N, 2° 54′ 46″ E / 42.157138°N,2.912796°E | IPA-38835     | Casa a l'avinguda Alt Empordà, 1 (Bàscara) · Vegeu més fotos d'aquest monument · Carregueu una nova foto d'aquest monument             |
| Casa a l'avinguda Alt Empordà i carrer Ample                |             | Obra popular XX Mitjan                    | Bàscara Av. Alt Empordà, 5 - c. Ample                                                | 42° 09′ 26″ N, 2° 54′ 42″ E / 42.157316°N,2.911741°E | IPA-38836     | Casa a l'avinguda Alt Empordà i carrer Ample (Bàscara) · Vegeu més fotos d'aquest monument · Carregueu una nova foto d'aquest monument |
| Can Sala, antiga caserna de la Guàrdia Civil                |             | Obra popular XVI, XIX                     | Bàscara C. Gispert, 11 - c. Parets, 6                                                | 42° 09′ 34″ N, 2° 54′ 35″ E / 42.159548°N,2.909747°E | IPA-38837     | Can Sala (Bàscara) · Vegeu més fotos d'aquest monument · Carregueu una nova foto d'aquest monument                                     |
| Casa al carrer Major, 17                                    |             | Obra popular XVIII, XVII                  | Bàscara C. Major, 17                                                                 | 42° 09′ 36″ N, 2° 54′ 38″ E / 42.159913°N,2.910503°E | IPA-38838     | Casa al carrer Major, 17 (Bàscara) · Vegeu més fotos d'aquest monument · Carregueu una nova foto d'aquest monument                     |
| Can Recasens, Cal Guixater                                  |             | Obra popular XVIII                        | Bàscara C. Bell Aire, 1, Calabuig                                                    | 42° 09′ 07″ N, 2° 55′ 33″ E / 42.151841°N,2.925795°E | IPA-38839     | Can Recasens (Bàscara) · Vegeu més fotos d'aquest monument · Carregueu una nova foto d'aquest monument                                 |